# Кузнецова, Клавдия Степановна
Клавдия Степановна Кузнецова (7 января 1916 — 1998, Москва) — советская профсоюзная деятельница, секретарь ВЦСПС. Кандидат в члены ЦК КПСС в 1952—1956 годах. Депутат Верховного Совета СССР 3-го созыва.

## Биография
Образование высшее. Член ВКП (б) с 1939 года.
В 1940—1949 годах — на преподавательской работе в высших учебных заведениях.
К маю 1949 года — председатель ЦК профсоюза работников высшей школы и научных учреждений СССР.
30 апреля 1949 — 7 июня 1954 года — секретарь Всесоюзного центрального совета профессиональных союзов (ВЦСПС).
Потом — персональный пенсионер в Москве.
Умерла 1998 года. Похоронена в Москве на Кунцевском кладбище.

## Награды и звания
- орден «Знак Почета»
- прочие ордена
- медали